# Lipnické panství

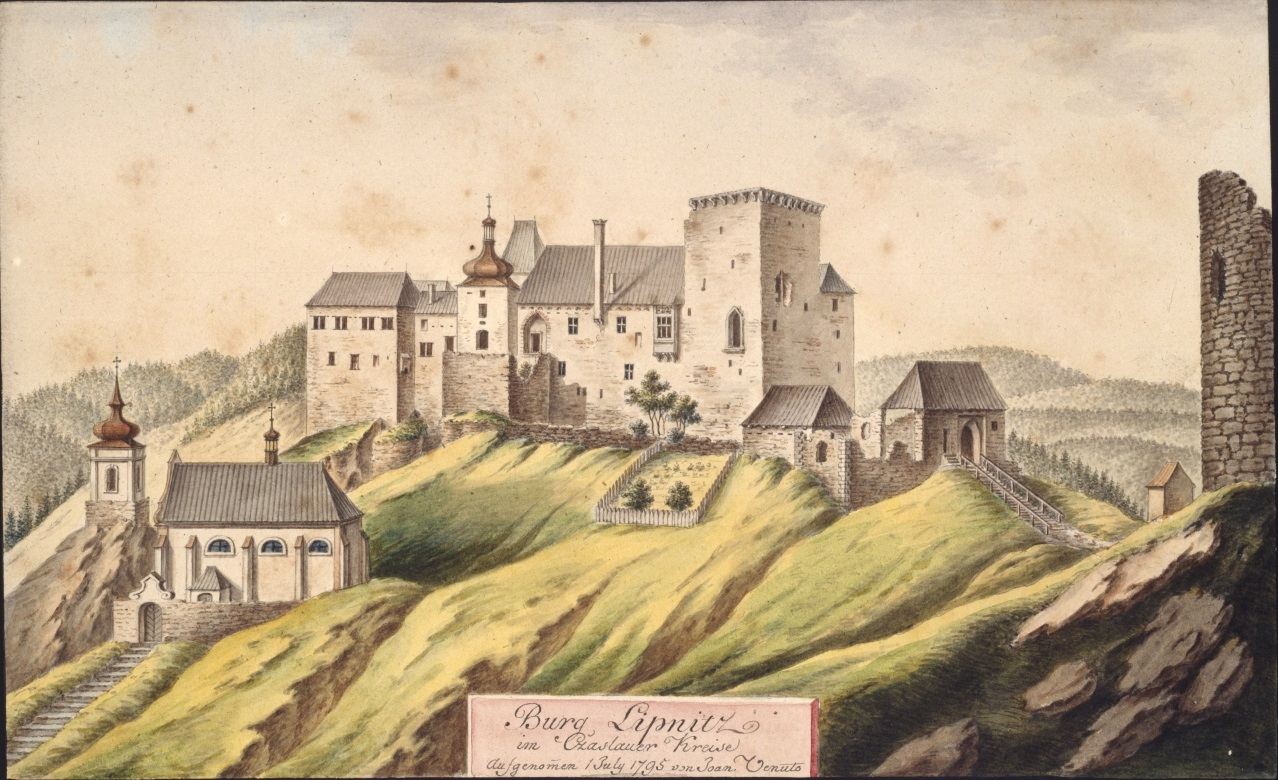
Hrad Lipnice v Čáslavském kraj nakresleny 1. července 1795 Joanem Venutem

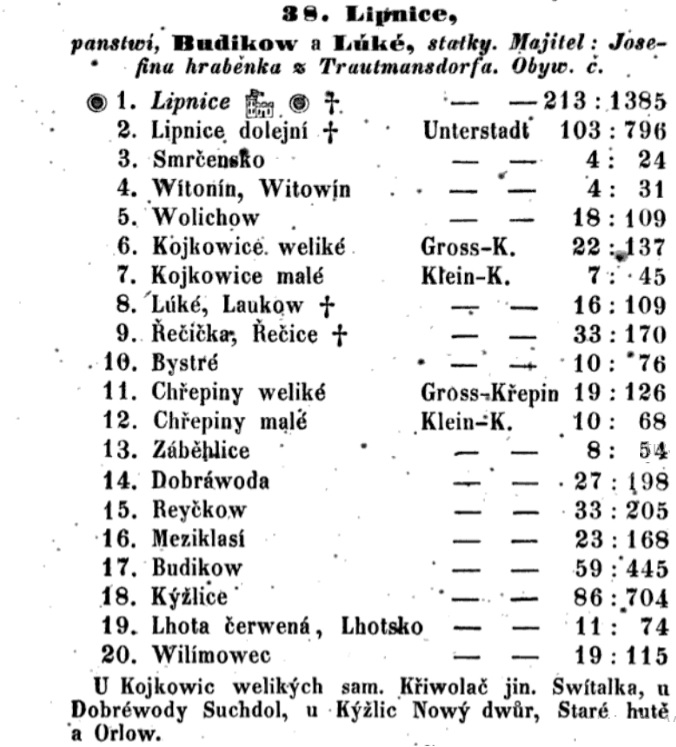
Lipnické panství stav k r. 1847 počet obyvatel a domů k r. 1843

Lipnické panství byla historická správní jednotka v Čáslavském kraji, spadající pod patrimoniální správu jednoho feudálního vlastníka (pána) šlechtického původu. K Lipnickému panství patřila jako zástava město Německý Brod, které mělo od císaře Karla IV. přiznána roku 1372 podobná práva jako jiná města královská, právo svobodného nakládání s majetkem a právo dědičné ale již roku 1376 se dostala Lipnice i s Německým Brodem do zástavy. Německý Brod se považuje za město ochranné, k panství lipnickému přináležející. Německý Brod se s povolením krále Ferdinanda III. vyplatil ze zástavy za 20 000 zlatých dne 27. června 1637 a poté jej král povýšil na královské město. Z hradu Lipnice bylo také od roku 1436 do roku 1561 spravováno panství Světelské.

## Územní vývoj
- r. 1662 24 Okrouhlických Dvořáků odděleno a připojeno k panství Okrouhlickému u Lipnice byli jen zástavou.
- r. 1665 Připojen svobodný dvůr nad Petrkově
- r. 1668 Odděleny Šebestěnice a připojeny k panství Třemošnickému.
- r. 1704 Oddělen statek Věž
- r. 1693 Odděleny Petrkov a Lípa a připojeny k Frýdnavě.
- r. 1726 připojeny vesnice Kejžlice, Řečice, Bystrá, Záběhlice, Suchdol (samota u Dobré Vody), Pusté Lhotsko, Křepiny, Meziklasí, Loukov, Dobrá Voda Lipnická, Rejčkov, Budíkov[2]
- r. 1745 Oddělen statek Loukov (Dolní Město).

## Majitelé
- okolo r. 1316 Rajmund z Lichtenburka koupil panství pro svého syna ale již r.1319 prodává panství Řehníkovi z Dražic, kterému zabavil král Jan Lucemburský[3]
- 1319–1329 Jan Lucemburský Lipnici a polovinu města Německého Brodu a daroval Jindřichu z Lipé[3]
- 1329–1363 Po smrti Jindřicha z Lipé v roce 1329 synové Jindřich II. z Lipé (+1337), Čeněk z Lipé, Jan z Lipé (+1337) a Pertold z Lipé (+1347). Vlastnili nejprve dědictví společně.
- 1363–1370 Jindřich III. z Lipé
- 1370–1376 Panství koupil císař Karel IV. a udělil Lipnici městská na způsob Německého Brodu.[3][4]
- 1376–1379 Panství zastaveno Bočkovy staršímu z Poděbrad a jeho nedílným příbuzným.[1]
- 1379–1386 Vítek z Landštejna[4]
- 1386–1395 Jindřich Škopek z Dubé[4]
- 1395–1398 Vilém z Landštejna[4]
- 1398–1425 Kateřina z Landštejna se vdala za Čeňka z Vartenberka věnnem získává Lipnici.[4]
- 1425–1429 Oldřich II. z Rožmberka[4]
- 1429–1436 Hrad zabírá Jan Smil z Kremže.[4]
- 1436–1453 Mikuláš Trčka z Lípy[5][3]
- 1453–1468 Burian I. Trčka z Lípy a na Lipnici[6]
- 1468–? Po smrti Burian I. zdědili lipnické panství jeho synové Mikuláš mladší, Melchysedech, Jiří

a Burian II.
- ?–1540 Jan starší Trčka z Lípy[6][4]
- 1540–1561 Dědí synové Jindřich, Burian III., Ferdinand, Jaroslav, Zdeněk a Mikuláš.[6][4]
- 1561–1586 Burian III. Trčka z Lípy obdržel Lipnici za díl, prodal ji r. 1561 Františkovi hraběti z Thurnu[7][4]
- 1586–1594 Dědí po otci Martin hrabě z Thurnu.
- 1594–1634 Jan Rudolf Trčka z Lípy
- 1634–1636 konfiskováno Ferdinandem II. Habsburským.
- 1636–1658 Ferdinand II. Habsburský daroval Lipnici Matouši Vernierovi de Rougemont.
- 1664–1666 František Leopold Vernier[4]
- 1692–1711 Jan Bartoloměj Vernier[4]
- 1711–1760 František Bernard Vernier[4]
- 1760–1770 hrabě Karel I. Josef Palm z Gundelfingenu[4]
- 1770–1814 hrabě (od r. 1783 kníže) Karel II. Josef Palm z Gundelfingenu[4]
- 1814–1841 kníže Karel III. Josef Palm z Gundelfingenu[4]
- 1842–? Josef hrabě z Trauttmansdorffu[4]
- okolo r. 1847 Josefína hraběnka z Trauttmansdorffu[8]
- ?–? Ferdinand z Trauttmansdorffu

## Sídla na panství roku 1654
Podle berní ruly z roku 1654 na lipnickém panství bylo jedno město a jedenáct vesnic, ve kterých žilo 164 hospodářů a 734 poddaných.
| Jméno obce                      | hospodářů r. 1654 | poddaných r. 1651 |
| ------------------------------- | ----------------- | ----------------- |
| Město Lipnice nad Sázavou,      | 37                | 103               |
| Lipnice nad Sázavou (hrad)      |                   | 41                |
| Dolní Město                     | 26                | 105               |
| Dolní Dvůr pod Lipnicí          |                   | 11                |
| Kojkovice                       | 4                 | 24                |
| Kojkovičky,                     | 3                 | 15                |
| Vilémovec,                      | 3                 | 12                |
| Volichov,                       | 4                 | 32                |
| Vítonín,                        | 3                 | 14                |
| Věž (okres Havlíčkův Brod),     | 20                | 98                |
| Lípa (okres Havlíčkův Brod),    | 16                | 89                |
| Petrkov (Lípa),                 | 15                | 32                |
| Šebestěnice,                    | 9                 | 17                |
| Veselice (Havlíčkův Brod),      |                   | 79                |
| Poděbaby,                       |                   | 40                |
| Okrouhličtí Dvořáci na samotách | 24                |                   |
| Dvůr Papšíkovský                |                   | 9                 |
| Dvůr Šebeštěnický               |                   | 6                 |
| Dvůr Lipský                     |                   | 3                 |
| ovčín                           |                   | 3                 |
| panský mlýn pod Lipnicí         |                   | 4                 |

## Německý Brod a vsi. královské město
Místa v majetku města Německého Brodu z r. 1654, uvedená v berní rule
| Jméno obce                         | hospodářů r. 1654 | poddaných r. 1651 |
| ---------------------------------- | ----------------- | ----------------- |
| město Havlíčkův Brod,              | 257 sousedů       | 1709*             |
| Městys Česká Bělá,                 | 75                | 224               |
| Kojetín (okres Havlíčkův Brod),    | 13                | 76                |
| Utín,                              | 2                 | 18                |
| Dlouhá Ves (okres Havlíčkův Brod), | 7                 | 32                |
| Šlapanov,                          | 29                | 141               |
| Suchá,                             | 9                 | 54                |
| Kněžská,                           | 9                 | 76                |
| Svatý Kříž,                        | 7                 | 21                |
| Perknov,                           | 11                | 83                |
| Knyk,                              | 9                 | 46                |
| Zbožice,                           | 7                 | 27                |
| Český Dvůr(Knyk).                  | 4                 |                   |
| Kotlasův Dvůr samota u Perknova    | 2                 | 15                |
| Dvůr Spálený obecní                |                   | 6                 |

(* město Brod Německý: 1098, horní předměstí: 103, Na Karlově mezi vodami: 194, Dolní předměstí: 291, Dům kázně: 5, Špital: 8, Lidé chudí: 10) dohromady 2528 obyvatel